# David di Donatello de la meilleure actrice dans un second rôle

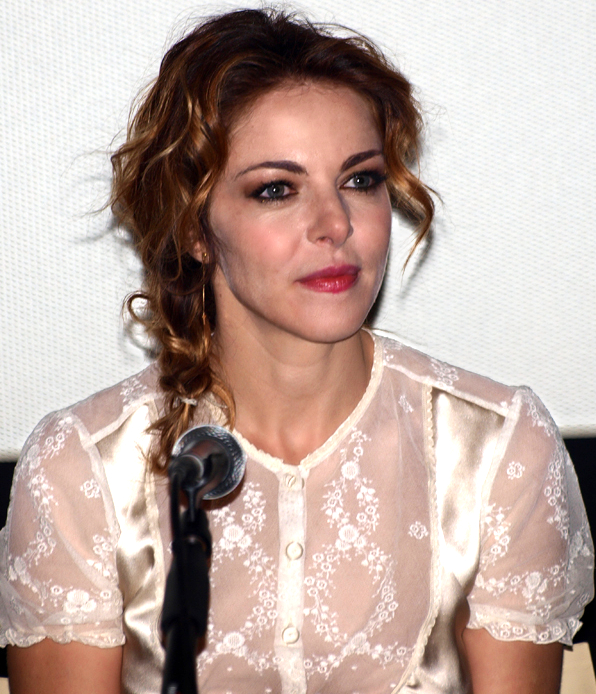
Claudia Gerini lauréate 2018

Le David di Donatello de la meilleure actrice dans un second rôle (Premio David di Donatello per la migliore attrice non protagonista) est une récompense cinématographique italienne décernée annuellement par l'Académie du cinéma italien, plus précisément par l’Ente David di Donatello, depuis la vingt-sixième édition des David di Donatello en 1981.
Marina Confalone est l'actrice la plus titrée (1985, 1993 et 1996), suivi de Margherita Buy, Athina Cenci, Piera Degli Esposti, Angela Finocchiaro et Stefania Sandrelli avec deux récompenses.

## Palmarès

### Années 1980
- 1981 : (ex æquo)
  - Maddalena Crippa pour Trois Frères (Tre fratelli)
  - Ida Di Benedetto pour Chambre d'hôtel (Camera d'albergo)
    - Laura Antonelli pour Passion d'amour (Passione d'amore)
- 1982 : Alida Valli pour La Chute des anges rebelles (La caduta degli angeli ribelli)
  - Piera Degli Esposti pour Sogni d'oro
  - Valeria D'Obici pour Piso pisello
- 1983 : (ex æquo)
  - Virna Lisi pour Sapore di mare
  - Lina Polito pour Scusate il ritardo
    - Milena Vukotic pour Mes chers amis 2 (Amici miei atto II)
- 1984 : Elena Fabrizi pour Acqua e sapone
  - Stefania Casini pour Lontano da dove
  - Rossana Di Lorenzo pour Le Bal
  - Anna Longhi pour Il tassinaro
- 1985 : Marina Confalone pour Così parlò Bellavista
  - Valeria D'Obici pour Uno scandalo perbene
  - Ida Di Benedetto pour Pizza Connection
- 1986 : Athina Cenci pour Pourvu que ce soit une fille (Speriamo che sia femmina)
  - Stefania Sandrelli pour Pourvu que ce soit une fille (Speriamo che sia femmina)
  - Isa Danieli pour Un complicato intrigo di donne vicoli e delitti
- 1987 : Lina Sastri pour L'Enquête (L'Inchiesta)
  - Valentina Cortese pour Via Montenapoleone
  - Stefania Sandrelli pour La sposa era bellissima
- 1988 : Elena Sofia Ricci pour Io e mia sorella
  - Vivian Wu pour Le Dernier Empereur (L'ultimo Imperatore)
  - Silvana Mangano pour Les Yeux noirs (Oci ciornie)
  - Marthe Keller pour Les Yeux noirs (Oci ciornie)
- 1989 : Athina Cenci pour Compagni di scuola
  - Pupella Maggio pour Cinema Paradiso (Nuovo cinema Paradiso)
  - Pamela Villoresi pour Splendor

### Années 1990
- 1990 : Nancy Brilli pour Légers quiproquos (Piccoli equivoci)
  - Stefania Sandrelli pour Il male oscuro
  - Pamela Villoresi pour Evelina e i suoi figli
  - Mariella Valentini pour Palombella rossa
  - Amanda Sandrelli pour Amori in corso
- 1991 : Zoe Incrocci pour Verso sera
  - Vána Bárba pour Mediterraneo
  - Milena Vukotic pour Fantozzi alla riscossa
  - Mariella Valentini pour Volere volare
  - Anne Roussel pour Le Porteur de serviette (Il portaborse)
  - Alida Valli pour La bocca
- 1992 : Elisabetta Pozzi pour Maledetto il giorno che t'ho incontrato
  - Angela Finocchiaro pour Il muro di gomma
  - Cinzia Leone pour Donne con le gonne
- 1993 : Marina Confalone pour Arriva la bufera
  - Alessia Fugardi pour La Grande citrouille (Il Grande cocomero)
  - Monica Scattini pour Un'altra vita
- 1994 : Monica Scattini pour Maniaci sentimentali
  - Regina Bianchi pour Il giudice ragazzino
  - Stefania Sandrelli pour Per amore, solo per amore
- 1995 : Angela Luce pour L'Amour meurtri (L'amore molesto)
  - Virna Lisi pour La Reine Margot (La Regina Margot)
  - Ottavia Piccolo – Bidoni
- 1996: Marina Confalone pour La seconda volta
  - Stefania Sandrelli pour Ninfa plebea
  - Lina Sastri pour Le Jour du chien (Vite strozzate)
- 1997 : Barbara Enrichi pour Il ciclone
  - Edi Angelillo pour La bruttina stagionata
  - Andréa Ferréol pour Sono pazzo di Iris Blond
  - Eva Grieco pour Marianna Ucrìa
  - Lorenza Indovina pour La tregua
- 1998 : Nicoletta Braschi pour Ovosodo
  - Athina Cenci pour I miei più cari amici
  - Marina Confalone pour La parola amore esiste
- 1999 : Cecilia Dazzi pour Matrimoni
  - Paola Tiziana Cruciani pour Baci e abbracci
  - Lunetta Savino pour Matrimoni

### Années 2000
- 2000 : Marina Massironi pour Pain, tulipes et comédie (Pane e tulipani)
  - Rosalinda Celentano pour Le Doux murmure de la vie (Il dolce rumore della vita)
  - Anna Galiena pour Comme toi (Come te nessuno mai)
- 2001 : Stefania Sandrelli pour Juste un baiser (L'ultimo bacio)
  - Athina Cenci pour Rosa e Cornelia
  - Jasmine Trinca pour La Chambre du fils (La stanza del figlio)
- 2002 : Stefania Sandrelli – Figli/Hijos
  - Rosalinda Celentano pour L'Amour probablement (L'Amore probabilmente)
  - Iaia Forte pour Paz!
- 2003 : Piera Degli Esposti pour Le Sourire de ma mère (L'Ora di religione (Il sorriso di mia madre))
  - Monica Bellucci pour Souviens-toi de moi (Ricordati di me)
  - Francesca Neri pour La Felicita, le bonheur ne coûte rien (La felicità non costa niente)
  - Nicoletta Romanoff pour Souviens-toi de moi (Ricordati di me)
  - Serra Yilmaz pour La Fenêtre d'en face (La finestra di fronte)
- 2004 : Margherita Buy pour Caterina va en ville (Caterina va in città)
  - Anna Maria Barbera pour Il paradiso all'improvviso
  - Claudia Gerini pour À corps perdus (Non ti muovere)
  - Jasmine Trinca pour Nos meilleures années (La meglio gioventù)
  - Giselda Volodi pour Agata e la tempesta
- 2005 : Margherita Buy pour Leçons d'amour à l'italienne (Manuale d'amore)
  - Erika Blanc pour Cuore sacro
  - Lisa Gastoni pour Cuore sacro
  - Giovanna Mezzogiorno pour L'amore ritorna
  - Galatea Ranzi pour La vita che vorrei
- 2006 : Angela Finocchiaro pour La Bête dans le cœur (La Bestia nel cuore)
  - Isabella Ferrari pour Arrivederci amore, ciao
  - Marisa Merlini pour La seconda notte di nozze
  - Stefania Rocca pour La Bête dans le cœur (La Bestia nel cuore)
  - Jasmine Trinca pour Le Caïman (Il Caimano)
- 2007 : (ex æquo)
  - Ambra Angiolini pour Saturno contro
  - Angela Finocchiaro pour Mon frère est fils unique (Mio fratello è figlio unico)
    - Michela Cescon pour L'aria salata
    - Francesca Neri pour La cena per farli conoscere
    - Sabrina Impacciatore pour Napoléon (et moi) (N (Io e Napoleone))
- 2008 : Alba Rohrwacher pour Giorni e nuvole
  - Paola Cortellesi pour Piano, Solo
  - Carolina Crescentini pour Parlami d'amore
  - Isabella Ferrari pour Caos calmo
  - Valeria Golino pour Caos calmo
  - Sabrina Impacciatore pour Signorinaeffe
- 2009 : Piera Degli Esposti pour Il divo
  - Sabrina Ferilli pour Tutta la vita davanti
  - Maria Nazionale pour Gomorra
  - Micaela Ramazzotti pour Tutta la vita davanti
  - Carla Signoris pour Ex

### Années 2010
- 2010 : Ilaria Occhini pour Le Premier qui l'a dit (Mine vaganti)
  - Anita Kravos pour Alza la testa
  - Alba Rohrwacher pour L'Homme qui viendra (L'uomo che verra)
  - Claudia Pandolfi pour La prima cosa bella
  - Elena Sofia Ricci pour Le Premier qui l'a dit (Mine vaganti)
- 2011 : Valentina Lodovini pour Benvenuti al Sud
  - Barbora Bobulova pour La bellezza del somaro
  - Valeria De Franciscis pour Gianni et les Femmes (Gianni e le donne)
  - Anna Foglietta pour Nessuno mi può giudicare
  - Claudia Potenza pour Basilicata coast to coast
- 2012 : Michela Cescon pour Piazza Fontana (Romanzo di una strage)
  - Anita Caprioli pour Corpo celeste
  - Margherita Buy pour Habemus papam
  - Cristiana Capotondi pour La kryptonite nella borsa
  - Barbora Bobulova pour Joue-la-cool! (Scialla! (Stai sereno))
- 2013 : Maya Sansa pour La Belle Endormie (Bella addormentata)
  - Ambra Angiolini pour Viva l'Italia
  - Anna Bonaiuto pour Viva la libertà
  - Rosabell Laurenti Sellers pour Les Équilibristes (Gli equilibristi)
  - Francesca Neri pour Una famiglia perfetta
  - Fabrizia Sacchi pour Je voyage seule (Viaggio sola)
- 2014 : Valeria Golino pour Les Opportunistes (Il capitale umano)
  - Claudia Gerini pour C'est la faute de Freud (Tutta colpa di Freud)
  - Paola Minaccioni pour Allacciate le cinture
  - Galatea Ranzi pour La grande bellezza
  - Milena Vukotic pour La sedia della felicità
- 2015 : Giulia Lazzarini pour Mia madre
  - Barbora Bobulova pour Les Âmes noires (Anime nere)
  - Micaela Ramazzotti pour Il nome del figlio
  - Valeria Golino pour Il ragazzo invisibile
  - Anna Foglietta pour Noi e la Giulia
- 2016 : Antonia Truppo pour On l'appelle Jeeg Robot (Lo chiamavano Jeeg Robot)
  - Piera Degli Esposti pour Assolo
  - Elisabetta De Vito pour Mauvaise Graine (Non essere cattivo)
  - Sonia Bergamasco pour Quo vado?
  - Claudia Cardinale pour Ultima fermata
- 2017 : Antonia Truppo pour Indivisibili
  - Valentina Carnelutti pour Folles de joie (La pazza gioia)
  - Valeria Golino pour La vita possibile
  - Michela Cescon pour Piuma
  - Roberta Mattei pour Veloce come il vento
- 2018 : Claudia Gerini pour Ammore e malavita
  - Sonia Bergamasco pour Come un gatto in tangenziale
  - Micaela Ramazzotti pour La tenerezza
  - Anna Bonaiuto pour Napoli velata
  - Giulia Lazzarini pour The Place
- 2019 : Marina Confalone pour Il vizio della speranza
  - Donatella Finocchiaro pour Capri-Revolution
  - Nicoletta Braschi pour Heureux comme Lazzaro (Lazzaro felice)
  - Kasia Smutniak pour Silvio et les Autres (Loro)
  - Jasmine Trinca pour Sur ma peau (Sulla mia pelle)

### Années 2020
- 2020 : Valeria Golino pour 5 est le numéro parfait (5 è il numero perfetto)
  - Anna Ferzetti pour Domani è un altro giorno
  - Tania Garribba pour Il primo re
  - Maria Amato pour Le Traître (Il traditore)
  - Alida Baldari Calabria pour Pinocchio
- 2021 : Matilda De Angelis pour L'Incroyable Histoire de l'Île de la Rose (L'incredibile storia dell'Isola delle Rose)
  - Benedetta Porcaroli pour 18 cadeaux (18 Regali)
  - Barbara Chichiarelli pour Storia di vacanze (Favolacce)
  - Claudia Gerini pour Hammamet
  - Alba Rohrwacher pour Magari
- 2022 : Teresa Saponangelo pour La Main de Dieu (È stata la mano di Dio)
  - Luisa Ranieri pour La Main de Dieu (È stata la mano di Dio)
  - Susy Del Giudice pour I fratelli De Filippo
  - Vanessa Scalera pour L'Arminuta
  - Cristiana Dell'Anna pour Qui rido io
- 2023 : Emanuela Fanelli pour Siccità
  - Giovanna Mezzogiorno pour Amanda
  - Daniela Marra pour Esterno notte
  - Giulia Andò pour La stranezza
  - Aurora Quattrocchi pour Nostalgia

- 2024 : Emanuela Fanelli pour son rôle dans Il reste encore demain (C'è ancora domani)
  - Barbora Bobulova pour son rôle dans Vers un avenir radieux (Il sol dell'avvenire)
  - Alba Rohrwacher pour son rôle dans La Chimère (La chimera)
  - Isabella Rossellini pour son rôle dans La Chimère (La chimera)
  - Romana Maggiora Vergano pour son rôle dans Il reste encore demain (C'è ancora domani)

## Statistiques
3 : Marina Confalone
2 : Margherita Buy, Athina Cenci, Piera Degli Esposti, Angela Finocchiaro, Stefania Sandrelli